# Lord Don't Slow Me Down (documental)
Para la canción de Oasis con el mismo nombre, ver Lord Don't Slow Me Down
"Lord Don't Slow Me Down" es un documental sobre la banda británica Oasis, basado en la gira del álbum Don’t Believe The Truth, que se extendió desde mayo de 2005 hasta marzo de 2006. Fue dirigido por Baillie Walsh, y consiguió ventas de platino en Reino Unido.

## Prelanzamiento
Unos pocos fanes de Oasis pudieron ver parte de las proyecciones privadas que se llevaron a cabo en el Directors Guild Theater, en la ciudad de Nueva York el 4 de noviembre de 2006, como parte del "CMJ Film Festival". En Reino Unido, el estreno en televisión fue a través del Canal 4, el 19 de noviembre de 2006 a las 11:50 PM, aunque se trataba de una gran versión editada de 40 minutos de corte a partir de los 95 originales. La película fue estrenada para que coincidiera con la salida del álbum recopilatorio Stop The Clocks. Una pequeña parte se lanzó junto con el DVD del sencillo promocional Let There Be Love, publicado en noviembre de 2005.
El documental también cuenta con una canción nueva, titulada Lord Don’t Slow Me Down, escrita por Noel Gallagher, y grabada durante las sesiones de "Don’t Believe The Truth"; Gallagher la describía como “una de las mejores cosas que habían hecho, una combinación de The Who, The Yardbirds y The Jeff Beck Group, y tiene dos solos de batería!”. También ha dicho que su novia pensaba que era la única canción de Oasis que se podría bailar. Fue dejada fuera de "Don’t Believe The Truth" porque Noel consideró que su inclusión significaría que él cantaba demasiadas canciones en un solo disco. El futbolista italiano Alessandro Del Piero aparece en el video, firmando una camiseta para Noel.

## Lanzamiento del DVD
"Lord Don’t Slow Me Down" fue publicado en DVD el 29 de octubre de 2006. El DVD contiene:
Disco 1
- Película documental de la gira, en estéreo y sonido surround.
- Bonus Audio: Comentarios de los miembros de la banda.
- Entrevista de la Q&A a Noel Gallagher, junto con los fanes.

Disco 2
Oasis en directo desde el estadio City Of Manchester, el 2 de julio de 2005. Este concierto fue transmitido regularmente en el canal musical de televisión HD “Rave".
Lista de canciones:
1. Fuckin’ in the Bushes
2. Turn Up the Sun
3. Lyla
4. Cigarettes & Alcohol
5. The Importance of Being Idle
6. Little by Little
7. A Bell Will Ring
8. Acquiesce
9. Songbird
10. Live Forever
11. Mucky Fingers
12. Wonderwall
13. Rock 'n' Roll Star
14. The Meaning of Soul
15. Don't Look Back in Anger
16. My Generation
- Se enviaron filmaciones y fotos por los fanes que asistieron al concierto.